# Мхувко
Мхувко (пол. Mchówko) — село в Польщі, у гміні Пшасниш Пшасниського повіту Мазовецького воєводства.
Населення — 101 особа (2011).
У 1975-1998 роках село належало до Остроленцького воєводства.

## Демографія
Демографічна структура станом на 31 березня 2011 року:
|          | Загалом | Допрацездатний вік | Працездатний вік | Постпрацездатний вік |
| -------- | ------- | ------------------ | ---------------- | -------------------- |
| Чоловіки | 51      | 5                  | 40               | 6                    |
| Жінки    | 50      | 12                 | 26               | 12                   |
| Разом    | 101     | 17                 | 66               | 18                   |